# محمد أوناجم
محمد أوناجم (بالفرنسية: Mohamed Ounajem) مواليد 3 يناير 1992 في الراشيدية، هو لاعب كرة قدم مغربي يلعب مع نادي الصقور كمهاجم.

## مسيرته
بدأ أوناجم مشواره الرياضي في الجانب المحلي مع "اتحاد الراشدية"، قبل توقيع عقد مع نادي شباب أطلس خنيفرة.

### شباب أطلس خنيفرة
شارك أوناجم مع فريق شباب أطلس خنيفرة في 24 مباراة، أحرز خلالهم 4 أهداف وصنع 3 أهداف أخرى، وحصل على 10 إنذارات.

### الوداد الرياضي
في يناير 2016 وقع اللاعب محمد أوناجم عقدا رفقة فريق الوداد الرياضي مدة 5 سنوات وقد بلغت قيمة الصفقة حوالي 200 مليون سنتيم.
شارك محمد أوناجم مع الوداد المغربى في 103 مباراة، بواقع 61 مباراة في الدورى و42 مباراة في دورى أبطال إفريقيا، أحرز خلالهم 15 هدفًا وصنع 34 هدفًا وحصل على 7 إنذارات.

#### موسم 2018-2019
خاض محمد أوناجم مع الوداد البيضاوى 34 مباراة، من بينهم 23 مباراة في بطولة الدورى المغربى و11 مباراة في دورى أبطال إفريقيا، أحرز خلالهم 8 أهداف من بينهم هدفًا في البطولة الإفريقية وصنع 15 هدفًا أخر، وحصل على إنذار وحيد.

### الزمالك
في فترة الانتقالات الصيفية 2019 ، انضم إلى نادي الزمالك المصري، وفاز بكأس مصر في مباراته الأولى.
في 15 يناير 2020، أحرز محمد اوناجم الهدف الثاني في مباراة الزمالك والجونة في الدقيقة 51، علي استاد الجونة ضمن مباريات الجولة الـ 13 للدوري المصري.
في 28 فبراير 2020، أحرز محمد اوناجم الهدف الأول لفريق الزمالك لكرة القدم في مرمي الترجي التونسي في الدقيقة 31 في مباراة الزمالك والترجي التونسي والتي إنتهت بنتيجة 3-1 علي استاد القاهرة ضمن مباريات الذهاب بدوري أبطال أفريقيا.
توج أوناجم مع الزمالك ببطولة كأس مصر و بطولتى السوبر الإفريقى والمصرى على حساب الترجى التونسى والأهلى، على الترتيب.

### الوداد الرياضي
في 30 يناير 2021، أعلن نادي الزمالك إعارة محمد أوناجم لنادي الوداد المغربي مقابل 100 ألف دولار، بخلاف تنازل اللاعب عن 50% من مستحقاته لدى الزمالك.

## الإنجازات

### النادي
الوداد الرياضي
- البطولة الوطنية المغربية (3): 2017، 2019، 2021
- دوري أبطال أفريقيا (1): 2017
- كأس السوبر الأفريقي (1): 2018

 الزمالك
- الدوري المصري الممتاز (2): 2020–21، 2021–22
- كأس مصر (2) : 2019، 2021
- كأس السوبر المصري (1) : 2020
- كأس السوبر الأفريقي (1): 2020
- دوري أبطال أفريقيا الوصيف : 2019–20

### فردية
- تشكيلة الموسم في أفريقيا عام : 2017[9]

## وصلات خارجية
- السيرة الذاتية على موقع المنتخب المغربي
- السيرة الذاتية على موقع ساكرواي
- محمد أوناجم على موقع قاعدة بيانات كرة القدم.إي يو (الإنجليزية)
- محمد أوناجم على موقع ناشيونال فوتبول تيمز (الإنجليزية)
- محمد أوناجم على موقع Soccerway.com (الإنجليزية)
- محمد أوناجم على موقع عالم كرة القدم.نت (الإنجليزية)